# Михаил VIII Палеолог
Михаил VIII Палеолог (на гръцки: Μιχαήλ Η΄ Παλαιολόγος) е никейски и византийски император (1259 – 1282), родоначалник на династията Палеолози, последната византийска императорска династия. 
Първоначално е регент на малолетния Йоан, наследник на никейския император Теодор II Ласкарис, после - негов съимператор, а накрая е коронясан и за самостоятелен никейски император, след което Йоан е ослепен по негова заповед на 11-годишна възраст (през 1261 година), с оглед възпрепятстване на евентуално негово царуване. С отвоюването същата година на Константинопол от Латинска империя, създадена от кръстоносците в резултат на Четвъртия кръстоносен поход, се поставя началото на възстановяването (реставрацията) на Византийската империя, а Михаил Палеолог с подкрепата на войската е обявен за неин единствен император (василевс). 
С това започва последният период от нейното развитие, който се характеризира с военно-политически неуспехи, но с и подем в културата и изкуството (т.нар. Палеологов ренесанс). Амбициозен и енергичен, Михаил VIII се опитва да възстанови величието на империята с дипломатически и военни средства, но на Балканите постига само частични успехи, докато в Мала Азия и на Егейските острови не успява в нито едно от начинанията си. До известна степен отслабването на едва възстановената византийска държава през XIV век се дължи и на последствията от управлението на Михаил VIII, който изтощава ограничените й ресурси в една твърде широкомащабно замислена политика. Въпреки политическите му умения и мащабният размах на неговата дипломация Византия никога повече не успява да бъде предишната велика сила в Източното Средиземноморие.

## Произход и кариера
Михаил Палеолог е син на Андроник Комнин Палеолог, велик доместик на Византия (никейските владетели претендират, че със съществуването на държавата им и Византийската империя продължава да съществува), сред чиито предци могат да бъдат проследени роднински връзки с поне 11 византийски императори.
При династията на Ласкаридите, Михаил Палеолог е висш сановник в двора на никейския василевс, но е заподозрян в заговор и изпратен на заточение от Теодор II Ласкарис. Михаил се спасява в земите на Иконийския султанат, където е приет с почит и дори командва армия срещу монголите. По-късно той е опростен от Теодор II Ласкарис и се завръща от изгнание. Очертава се като много популярен аристократ и като неформален глава на аристократичната партия, с която Теодор II Ласкарис дълго и жестоко воюва. Има се с приятна външност, весел характер, щедрост, нееднократно се отличава на бойното поле - той е кумир на аристократите и простолюдието.

## Регент и никейски император

### Регентства на Йоан IV Дука Ласкарис
Преди смъртта си (1258 г.) Теодор II Ласкарис назначава за регенти на малолетния си син Йоан IV Дука Ласкарис своя незнатен приятел Георги Музалон и патриарх Арсений Авториан. Само няколко дни по-късно войници убиват Музалон и негови роднини. Патриархът дълго и безрезултатно му търси заместник. В последна сметка се спира на Михаил Палеолог, чийто авторитетът е толкова голям, че той му доверява ключовете от царската хазна. Обаче Михаил отговаря, че санът, който заема, е непригоден за мисията на регент и не би имал право да я поеме, ако не носи титлата деспот (фактически - втори човек в държавата след василевса), вместо велик дука, както се предполага изначално. Отново се събира съвет, на който присъства Византийският синклит и синод. Поради практически единодушно одобрение на епископата и синклита, патриархът утвърждава взетото решение, изпълнявайки желанието на Михаил Палеолог (ноември 1258 г.)

### Възшествие
Начело на Никейската империя Михаил Палеолог продължава настъпателната външна политика на Балканите и от 1259 г. води успешна война срещу коалицията на Ахейското княжество, Сицилианското кралство и Епирското деспотство. Никейските сили навлизат в Тесалия и побеждават техните в решаващата Пелагонийска битка. Освен това е осигурена и военноморската подкрепа на Генуа срещу венецианския флот.
На 1 януари 1260 година, под натиска на аристокрацията, с нежелание и въпреки опасенията си, от свещения амвон патриарх Арсений провъзгласява Михаил VIII Палеолог за никейски съимператор и украсява главата му с императорска диадема/златен венец, с охотно приетата от последния и сключена в присъствието на Византийския сенат (синклит) и народа уговорка, че ще остане такъв само до пълнолетието на Йоан IV Ласкарис. Михаил VIII закрепява съгласието си с клетва, произнесена публично, но в ответ изисква и получава такава от Йоан IV, че няма да участва в заговори против него, което се възприема, като признаване на легитимността му. Обаче вече планирайки да узурпира трона, Палеолог се постарава да спечели още привърженици, раздавайки на аристократите допълнителни земи и пари и готви на обществото на Византия изненада. Преди церемонията по коронацията, която е вече уговорена и утвърдена, Михаил VIII внезапно заявява на някои архиереи, че не може момче да шества пред възрастен мъж, прославен в сражения и в мирно време. Епископите се съгласяват и обещават да убедят патриарх Арсений в необходимостта от корекция на тържествената процедура. Но в действителност патриархът узнава чак в самия ден на коронацията и е заставен да я приеме от привърженици на съимператора. В изпълнение на това Михаил върви първи увенчан (което се възприема, като венчаване за царството), а Йоан IV Ласкарис, наметнат само със свещен покров, но без императорска диадема, шества отзад.

## Възстановяване на Византия

### Начало на самостоятелното управление
По същото време група никейски войници завзема старата византийска столица Константинопол, която от 1204 г. е под властта на латинците. Завръщащ се от рутинен поход в Епир, ромейският стратег Алексий Стратегопул научава от местни селяни, че латинския гарнизон и венецианските кораби в Константинопол временно отсъстват. През нощта на 25 юли 1261 г. никейски части проникват в града през таен изход, показан им от селяните, при което последният латински император Балдуин II панически побягва; в резултат на загубата на Цариград, Латинската империя окончателно се разпада, а Византийската империя е възстановена. С подкрепата на войската, Михаил Палеолог е обявен за единственият й император (василевс на ромеите) и влиза тържествено в града. Когато тържествено е коронясан в Константинопол на 15 август 1261 г., Михаил VIII Палеолог го заварва западнал, а много сгради, включително бившият императорски дворец, ползван като обществена тоалетна, са полу-разрушени от кръстоносците, поради което дворът на василевса се пренася в предградието Влахерна.
Още в края на същата година малолетния Йоан IV Дука Ласкарис е отстранен от властта – на рождения си ден (Коледа, 25 декември 1261 г.) той е принуден да абдикира, след което е ослепен и изпратен в манастир до края на живота си. Тази жестока постъпка предизвиква бунт от недоволство във Витиния, насочен срещу Палеолог, но той го потушава и успява да наложи властта си окончателно. В началото на 1262 г. никейският патриарх Арсений Авториан го отлъчва от Църквата, а след като привлича на своя страна повечето от висшите духовници урежда и да го анатемосат. След неуспешни опити да получи опрощение, през 1266 – 7 г. императорът на свой ред издейства на специален църковен събор патриарх Арсений да бъде свален и заточен, по обвинения за държавен заговор и нарушения на канона. Макар императорът да получава опрощение от приемника на Арсений (или по-скоро - заелият поста след смъртта му), като вселенски патриарх - Йосиф I Константинополски (1268-1274), това води до разкол в Православната църква (спорът между „арсенитите“ и „йосифистите“, наричан „Арсениевият разкол“, продължава до 1315 г., когато патриарх Нефон I Константинополски обявява помирение).

### Отношения с католическа Европа
Опасявайки се от засилване на антивизантийския съюз на католическите владетели, или дори от нов кръстоносен поход против Константинопол, Михаил VIII изпраща до римския папа Климент IV предложения за религиозно помирение и прекратяване на Източно-западната схизма. В 1274 г. Михаил VIII участва чрез посланици във Втория Лионски събор, свикан в Лион през 1274 г. от папа Григорий Х завършил с оказала се нетрайна уния (Лионската уния) между Католическата и Константинополската църква. Но резултатите от този политически успех се оказват недостатъчни, а при това се усилва и вътрешната обществена съпротива срещу императора, набеден за отстъпник от православието. Въпреки обявената уния, съюзените Венеция, Сицилианско кралство и Франция продължават подготовката на война срещу Византия, а през 1281 г. поредният папа - Мартин IV - осъжда император Михаил VIII на вечна анатема. Папата, който е протеже на Анжуйската династия, призовава всички християнски владетели да преустановят отношенията си с нововъзстановена Византия.
Основен враг на Михаил VIII Палеолог е Карл I Анжуйски, крал на Сицилианското кралство, който планира поход за отвоюване на Константинопол от византийците и възстановяване на Латинската империя (за неин титулярен владетел тогава се смята Филип дьо Куртене, син на Балдуин II - за периода (1273 – 1283)). На страната на анжуйската коалиция са и Венецианската република и Франция, докато Византия е подкрепяна от Генуезката република и Кралство Арагон. Плановете на краля са спънати от въстание на местните жители на остров Сицилия, известно като Сицилианска вечерня (1282 г.), за което се предполага, че е инспирирано от византийски агенти. Впоследствие с финансовата помощ (вероятно - около 60 хиляди златни перпери) на императора, кралят на Арагон Педро III Арагонски, поканен от освободилите се сицилианци, изпраща там значителни сили, в състава на които са и много алмогавари - наемници, свързани впоследствие с Каталонската компания на авантюриста Роже дьо Флор. Арагонските войски дебаркират в Сицилия и я завладяват още същата година. През август кралят вече е на острова, а на 4 септември 1282 г. вече е коронясан за крал на Сицилия. 

### Политика в Мала Азия
Военните стремежи на императора на Запад и неговият страх от военни бунтове вътре в страната, стават причина от източните граници да бъдат изтеглени множество дребни земевладелци, т.нар. акрити, военизираното селско население, което дотогава е представлявало основната защита на ромеите в Мала Азия. Смятайки западащият и разединен Иконийски султанат в Мала Азия за незначителна опасност, Михаил VIII обръща гръб на мюсюлманските си противници от изток, с което дава на многобройните турски феодали (бейове - конкретно по негово време живее Ертугрул, баща на османския султан Осман I) достатъчно дълъг период на спокойствие, през който техните дребни владения (т.нар. Малоазийски бейлици) се превръщат в независими военизирани държави. Оголването на малоазийската граница улеснява проникването им във византийските владения в малоазийската област Витиния. Турските завоевания в крайна сметка докарват Византийската империя до нейната гибел (Константинопол е превзет от османския султан Мехмед II Завоевателя през 1453 г.)

### Политика на Балканите
Михаил VIII поддържа съюза на византийците с Генуа, насочен срещу Венеция и Сицилианското кралство. Благодарение на генуезците е съставен флот от 75 кораба. С помощта на татаро-монголски и селджукски турски наемници Византия успява да събере армия от ок. 15 хил. души, с която да воюва срещу латинските феодални владетели в Гърция. Макар че постигат някои победи, византийците не успяват да възстановят напълно своята власт там и търпят поражения срещу латините в Пелопонес през 1263 г. През същата година е споразумян съюз с египетския султан на мамелюките и с монголския хан на Кипчак.
България и Сърбия участват в съюза на Сицилианско кралство срещу византийците. Заедно с 40 хилядна армия на монголо-татарската Златна орда българите нападат ромейската част на Тракия през 1264 г., но в 1268 – 9 е сключен мир и династическо сродяване с българския цар Константин Тих Асен, който се жени за Мария Палеологина Кантакузина, племенница на Михаил VIII Палеолог. Обаче той дава и незаконната си дъщеря Ефросина Палеологина за жена на хан Ногай от Златната орда и успява да го тласне към нашествие в България, което се провежда през 1274 г. Византийските владения в Тракия също пострадват от набезите на монголите. През 1275 г. се състои още един неуспешен византийски поход в Гърция; въпреки че флотата удържа победа, в Тесалия наемната армия на ромеите отново е победена. Византийските пълководци водят походи в България през 1279 г. срещу цар Ивайло. В 1280 г. империята поддържа претенциите на Иван Асен III към българския царски престол, а след свалянето му (той бяга във Византия) нахлува в България. Опитите на Михаил VIII да контролира политическият живот във Второто българското царство нямат траен успех, макар че Ивайло е убит през 1281 г., докато пирува у хан Ногай.
Самият император Михаил VIII Палеолог умира през декември 1282 г. по време на поход в Тракия. Наследен от сина си Андроник II Палеолог (ж. 1259-1332 г.)